# Алан Мінда
А́лан Стів Мі́нда Гарсі́я (ісп. Alan Steve Minda García; нар. 14 травня 2003, Есмеральдас) — еквадорський футболіст, вінгер бельгійського клубу «Серкль» (Брюгге) і збірної Еквадору.

## Клубна кар'єра

### «Індепендьєнте дель Вальє»
Почав займатися футболом в структурі клубу «Ель-Насьйональ», а 2016 року приєднався до академії «Індепендьєнте дель Вальє». 2020 року дебютував за резервну команду клубу в еквадорській Серії B. 22 травня 2021 року в матчі проти «Гуаякіль Сіті» дебютував за основний склад в еквадорській Серії А. 1 серпня в поєдинку проти клубу «Макара» забив свій перший гол за «Індепендьєнте дель Вальє». У своєму дебютному сезоні допоміг клубу виграти чемпіонат. У грудні 2021 року отримав травму коліна, через яку пропустив декілька місяців сезону 2022 року. В сезоні 2022 провів 18 матчів і забив 1 гол, ставши володарем Кубка Еквадору та Південноамериканського кубка.
В лютому 2023 року здобув Суперкубок Еквадору і Рекопу Південної Америки. 18 квітня 2023 року дебютував у Кубку Лібертадорес у матчі групового етапу проти «Ліверпуля» (Монтевідео) і відзначився забитим голом.

### «Серкль» (Брюгге)
12 липня 2023 року перейшов у бельгійський клуб «Серкль» (Брюгге), уклавши п'ятирічний контракт, а сума трансферу становила 2 млн євро. 5 серпня дебютував за клуб, вийшовши на заміну Янну Гбого в матчі Про Ліги проти «Шарлеруа». 19 серпня в поєдинку проти льєзького «Стандарда» відзначився першим голом за «Серкль», який приніс перемогу команді (1–0). Всього в своєму дебютному сезоні забив за «Серкль» 8 голів у 39 поєдинках.
8 серпня 2024 року дебютував в єврокубках в матчі кваліфікації Ліги Європи УЄФА проти норвезького «Молде». 22 серпня того ж року в поєдинку кваліфікації Ліги конференцій УЄФА проти польської «Вісли» забив свій перший гол в єврокубках.

## Кар'єра в збірній
2022 року почав виступати за молодіжну збірну Еквадору, у складі якої дебютував у листопаді 2022 року в товариському матчі проти Колумбії. 2023 року брав участь у молодіжному чемпіонаті Південної Америки у Колумбії, зігравши на турнірі 8 матчів. Того ж року виступав на молодіжному чемпіонаті світу в Аргентині, де провів 3 зустрічі та відзначився дублем у воротах збірної Фіджі.
14 березня 2024 року вперше викликаний до збірної Еквадору головним тренером Феліксом Санчес Басом для участі в товариських матчах проти збірних Гватемали та Італії. 22 березня дебютував за збірну Еквадору в поєдинку з Гватемалою, вийшовши в стартовому складі.
29 травня 2024 року включений до офіційної заявки збірної Еквадору для участі в матчах фінальної частини Кубку Америки 2024 в США. На турнірі зіграв у матчах групового етапу проти збірних Венесуели, Ямайки і Мексики, відзначившись голом проти ямайців, який став першим його м'ячем за збірну Еквадору. Також грав у матчі чвертьфіналу проти збірної Аргентини, в якому еквадорці поступились у серії післяматчевих пенальті.

## Статистика виступів

### Клубна статистика
Станом на 9 серпня 2025 
| Клуб                     | Сезон             | Чемпіонат         | Чемпіонат | Чемпіонат | Кубок | Кубок | Континентальні | Континентальні | Інші  | Інші | Всього | Всього |
| Клуб                     | Сезон             | Дивізіон          | Матчі     | Голи      | Матчі | Голи  | Матчі          | Голи           | Матчі | Голи | Матчі  | Голи   |
| ------------------------ | ----------------- | ----------------- | --------- | --------- | ----- | ----- | -------------- | -------------- | ----- | ---- | ------ | ------ |
| Індепендьєнте Хуніорс    | 2021              | Серія B           | 12        | 3         | —     | —     | —              | —              | —     | —    | 12     | 3      |
| Індепендьєнте Хуніорс    | 2022              | Серія B           | 16        | 6         | —     | —     | —              | —              | —     | —    | 16     | 6      |
| Індепендьєнте Хуніорс    | 2023              | Серія B           | 1         | 1         | —     | —     | —              | —              | —     | —    | 1      | 1      |
| Індепендьєнте Хуніорс    | Всього            | Всього            | 29        | 10        | —     | —     | —              | —              | —     | —    | 29     | 10     |
| Індепендьєнте дель Вальє | 2021              | Серія A           | 14        | 2         | —     | —     | 2              | 0              | 0     | 0    | 16     | 2      |
| Індепендьєнте дель Вальє | 2022              | Серія A           | 11        | 0         | 4     | 1     | 3              | 0              | —     | —    | 18     | 1      |
| Індепендьєнте дель Вальє | 2023              | Серія A           | 6         | 1         | 0     | 0     | 1              | 1              | 1     | 0    | 8      | 2      |
| Індепендьєнте дель Вальє | Всього            | Всього            | 31        | 3         | 4     | 1     | 6              | 1              | 1     | 0    | 42     | 5      |
| Серкль (Брюгге)          | 2023–24           | Про-ліга          | 38        | 8         | 1     | 0     | —              | —              | —     | —    | 39     | 8      |
| Серкль (Брюгге)          | 2024–25           | Про-ліга          | 29        | 1         | 2     | 0     | 10             | 2              | 1     | 0    | 42     | 3      |
| Серкль (Брюгге)          | 2025–26           | Про-ліга          | 3         | 0         | 0     | 0     | 0              | 0              | —     | —    | 3      | 0      |
| Серкль (Брюгге)          | Всього            | Всього            | 71        | 9         | 3     | 0     | 10             | 2              | 1     | 0    | 84     | 11     |
| Всього за кар'єру        | Всього за кар'єру | Всього за кар'єру | 130       | 22        | 7     | 1     | 16             | 3              | 2     | 0    | 156    | 26     |

1. 1 2  Матчі в Південноамериканському кубку
2. ↑  Матчі в Кубку Лібертадорес
3. ↑  Матчі в Рекопі Південної Америки
4. ↑  2 матчі в Лізі Європи УЄФА, 8 матчів і 2 голи в Лізі конференцій УЄФА

### Міжнародна статистика
Станом на 6 червня 2025 
| Збірна            | Сезон             | Товариські | Товариські | Офіційні | Офіційні | Всього | Всього |
| Збірна            | Сезон             | Матчі      | Голи       | Матчі    | Голи     | Матчі  | Голи   |
| ----------------- | ----------------- | ---------- | ---------- | -------- | -------- | ------ | ------ |
| Еквадор           |                   |            |            |          |          |        |        |
| 2024              | 4                 | 0          | 8          | 2        | 12       | 2      |        |
| 2025              | 0                 | 0          | 1          | 0        | 1        | 0      |        |
| Всього за кар'єру | Всього за кар'єру | 4          | 0          | 9        | 2        | 13     | 2      |

### Матчі за збірну
Станом на 6 червня 2025 
| Матчі Алана Мінди за збірну Еквадору | Матчі Алана Мінди за збірну Еквадору | Матчі Алана Мінди за збірну Еквадору | Матчі Алана Мінди за збірну Еквадору | Матчі Алана Мінди за збірну Еквадору | Матчі Алана Мінди за збірну Еквадору | Матчі Алана Мінди за збірну Еквадору | Матчі Алана Мінди за збірну Еквадору |
| №                                    | Дата                                 | Суперник                             | Рахунок                              | Голи                                 | Картки                               | Хвилини                              | Змагання                             |
| ------------------------------------ | ------------------------------------ | ------------------------------------ | ------------------------------------ | ------------------------------------ | ------------------------------------ | ------------------------------------ | ------------------------------------ |
| 1                                    | 22 березня 2024                      | Гватемала                            | 2–0                                  |                                      |                                      | 79'                                  | Товариський матч                     |
| 2                                    | 24 березня 2024                      | Італія                               | 0–2                                  |                                      |                                      | 65'                                  | Товариський матч                     |
| 3                                    | 10 червня 2024                       | Аргентина                            | 0–1                                  |                                      |                                      | 62'                                  | Товариський матч                     |
| 4                                    | 16 червня 2024                       | Гондурас                             | 2–1                                  |                                      |                                      | 30'                                  | Товариський матч                     |
| 5                                    | 23 червня 2024                       | Венесуела                            | 1–2                                  |                                      |                                      | 11'                                  | Фінальні матчі КА-2024               |
| 6                                    | 27 червня 2024                       | Ямайка                               | 3–1                                  | 1                                    |                                      | 26'                                  | Фінальні матчі КА-2024               |
| 7                                    | 1 липня 2024                         | Мексика                              | 0–0                                  |                                      |                                      | 23'                                  | Фінальні матчі КА-2024               |
| 8                                    | 5 липня 2024                         | Аргентина                            | 1–1 (пен. 2–4)                       |                                      |                                      | 14'                                  | Фінальні матчі КА-2024               |
| 9                                    | 10 жовтня 2024                       | Парагвай                             | 0–0                                  |                                      |                                      | 45'                                  | Відбіркові матчі ЧС-2026             |
| 10                                   | 16 жовтня 2024                       | Уругвай                              | 0–0                                  |                                      |                                      | 80'                                  | Відбіркові матчі ЧС-2026             |
| 11                                   | 15 листопада 2024                    | Болівія                              | 4–0                                  |                                      |                                      | 68'                                  | Відбіркові матчі ЧС-2026             |
| 12                                   | 20 листопада 2024                    | Колумбія                             | 1–0                                  |                                      |                                      | 60'                                  | Відбіркові матчі ЧС-2026             |
| 13                                   | 6 червня 2025                        | Бразилія                             | 0–0                                  |                                      |                                      | 45'                                  | Відбіркові матчі ЧС-2026             |

Всього: 13 матчів / 2 голи; 5 перемог, 4 нічиї, 4 поразки.

## Досягнення
«Індепендьєнте дель Вальє»
- Чемпіон Еквадору: 2021
- Володар Кубка Еквадору: 2022
- Володар Південноамериканського кубка: 2022[28]
- Володар Суперкубка Еквадору: 2023[29]
- Володар Рекопи Південної Америки: 2023